# Red's Giant Hamburg

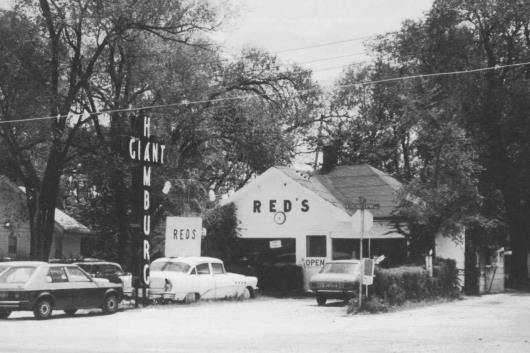
Foto do antigo restaurante

Red's Giant Hamburg é um restaurante localizado em Springfield, em Missouri. O restaurante está na beira da famosa estrada U.S. Route 66, e é primeiro restaurante de serviço drive thru no mundo.

## Visão geral

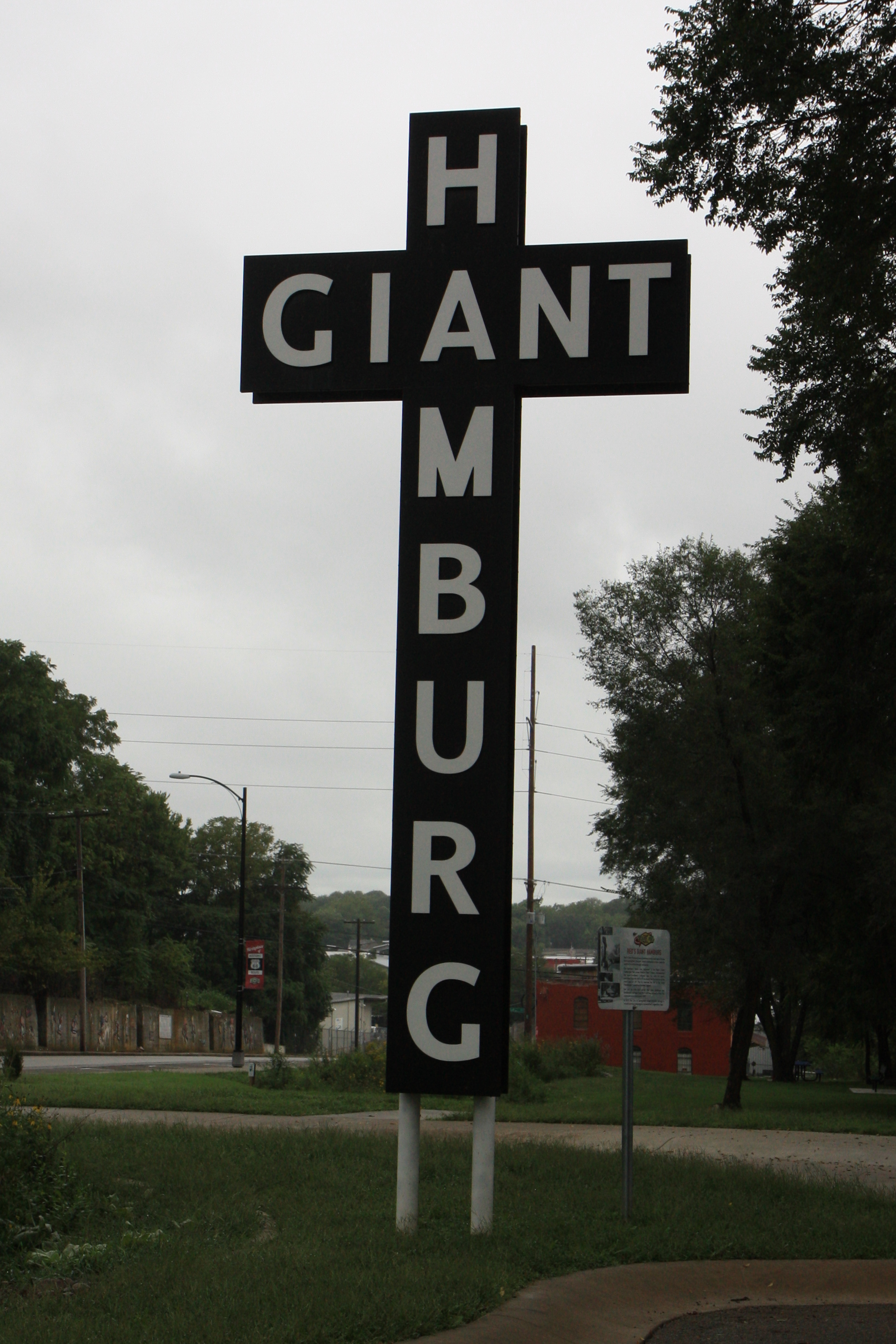
Cópia da placa do antigo restaurante

Sheldon "Red" Chaney chegou a Springfield após a Segunda Guerra Mundial com uma noiva e um diploma em negócios. Comprou uma pequena bomba de gasolina Sinclair com várias cabines motorizadas de madeira, aconchegadas entre as árvores na parte de trás da propriedade. Eventualmente, foi-lhe acrescentado um café em 1947. Cansado de bombear gás e de operar a corte de automóveis, o casal decidiu que um melhor fazedor de dinheiro seria um restaurante. Como eram proprietários de uma pequena manada de gado bovino (e continuariam a criar a sua própria carne até ao encerramento do negócio), decidiram concentrar-se nos hambúrgueres. O restaurante tornou-se um dos pontos principais da Rota 66 e da zona de Springfield até ao seu encerramento em 1984. Red morreu em 1997 alguns dias após a demolição do restaurante, e Julia morreu no início dos anos 2000.

### Nova placa
Em 2013, foi feita uma campanha de arrecadação de fundos para fazer uma nova placa da Red's Giant Hamburg. A placa foi instalada em 2015.

### Reabertura
No início de 2019, o Jornal de Negócios de Springfield anunciou que a Red's Giant Hamburg estaria de regresso 35 anos após o encerramento do restaurante original. O novo restaurante, localizado na Route 413, será uma recriação do local original da Rota 66. O projeto foi liderado por David Campbell, o proprietário da cadeia local de churrascos Buckingham's, e o agente de seguros Greg Lott. O restaurante teve a sua inauguração no mês de agosto de 2019.

## Na cultura popular
Em 1982, a banda de rock and roll de Springfield The Morells gravaram a música "Red's" no local do restaurante.